# Ectatoderus ochraceus
Ectatoderus ochraceus är en insektsart som beskrevs av Sjöstedt 1909. Ectatoderus ochraceus ingår i släktet Ectatoderus och familjen Mogoplistidae. Inga underarter finns listade i Catalogue of Life.